# 吉村昌広
吉村 昌広（よしむら まさひろ、1973年9月23日 - ）は、日本のラジオDJ。大分県出身。血液型はO型。ジャパンモデルエージェンシー所属。

## 来歴
大分県立大分舞鶴高等学校卒業。福岡大学体育学部卒業。
1998年に地元大分でラジオDJスタート、2000年10月、福岡進出。CROSS FMでは、さまざまな番組を担当し、人気を博したが、2004年3月をもって卒業。
2004年、FM802 DJオーディションに合格後、同年10月に同社でデビュー。
2023年4月、FM802を卒業しFM COCOLOのラジオDJとなる。2025年3月、FM COCOLOを卒業すると共に、1年間活動を休止。

## 人物
ニックネームは「まさひろマン」、「マッスル吉村」、「吉村マズお君」、「ランニング吉村（主にマーキーから）」。
好きな言葉は「メリルリンチ」。ヒップホップダンスバトルのMCなどをしながら、大阪、東京、ロスなど放浪。

## 出演

### ラジオ番組
FM802
- FUNKY JAMS 802（2004年10月 - 2006年9月）
- HITS UP 802
- SPINNING SATURDAY NITE（2006年10月 - 2008年9月）
- BEAT EXPO（2008年10月 - 2016年3月）
- brainstorm（2012年4月 - 2017年9月）
- Saturday Amusic Islands Afternoon Edition（2016年4月2日 - 2023年3月25日）

CROSS FM
- RADIO MUSCLE（2000年10月 - 2002年3月）
- FLYING SATURDAY（2002年1月 - 2003年3月）
- JUST RADIO（2003年4月 - 2004年3月）
- GATE

エフエム大分
- RADIO PARADISE
- AIR RADIO J-HITS RANKING

InterFM897
- Happy Hour!（2014年4月 - 2019年6月）

FM COCOLO
- |SUNDAY IN THE PARK（2023年4月 - 2025年3月）

### テレビ番組
- SPACE SHOWER MUSIC UPDATE - 水曜日担当VJ（スペースシャワーTV）

### 映画
- ワイルド・スピード MEGA MAX（2011年） - リコ・サントス役[4]（日本語吹替）